# Operation Zucker: Jagdgesellschaft
Operation Zucker: Jagdgesellschaft ist ein deutscher Fernsehfilm aus dem Jahr 2016. Er handelt wie schon sein Vorgänger Operation Zucker von einer Kommissarin, die gegen pädophile Kriminelle ermittelt. Der Film basiert auf wahren Begebenheiten und thematisiert den Kinderhandel in Deutschland.

## Handlung
Der Film spielt hauptsächlich in Potsdam. Kriminalkommissarin Karin Wegemann erhält von dem Journalisten Maik Fellner Hinweise auf pädophile Verbrechen. Die Spur führt zu dem Ehepaar Voss, das in einem noblen Vorort wohnt und junge Mädchen, die bei ihnen zu Hause wohnen, an fremde Männer vermietet. Die Männer missbrauchen die Kinder sexuell im Wald und sind in einer geheimen Gruppe organisiert, zu der auch ein hochrangiger Landespolitiker gehört, der auch Zugang zu Informationen über den Ermittlungsfortschritt hat. Die Gruppe erschwert die Ermittlungen, indem sie Fellner tödlich vergiften lässt. Mit Informationen von Fellner, die er Wegemann kurz vor seinem Tod per USB-Stick übergeben hat, kommt es zur Festnahme von Helen Voss, der Ehefrau aus dem Ehepaar Voss. 
Die Pädophilen-Gruppe trifft sich in einem abgelegenen Haus, wo sie verschiedene Kinder missbrauchen, ehe sie sie – ähnlich einer Jagd – in den Wald laufen lassen, um sie zu erschießen. Dabei wird eines der zwei Voss-Mädchen niedergeschossen. Die Gruppe beauftragt den Politiker, das andere Mädchen zu töten, wozu er sich aber nicht durchringen kann. Kurz darauf begeht er Suizid.
Wegemann und ihr Kollege erreichen den Tatort zu spät, die Gruppe konnte kurz zuvor flüchten. Der USB-Stick verschwindet aus mysteriösen Gründen, sodass das Pädophilennetzwerk ebenso wie das Ehepaar Voss ungestört weiteroperieren kann. Wegemann erfährt aber zum Schluss, dass ihr Kollege insgeheim eine Kopie der Daten auf dem USB-Stick angefertigt hat.

## Entstehung
Eine Grundlage für das Drehbuch bildeten die Recherchen der Drehbuchautorin Ina Jung unter Beteiligten des „Sachsensumpfes“.

## Veröffentlichung
Das Erste strahlte den Film erstmals am 20. Januar 2016 im Hauptabendprogramm aus, und zwar im Rahmen eines Themenabends über Kinderhandel und Missbrauch.

## Kritik
In der FAZ lobte Heike Hupertz den Film. Er gehe „wohlüberlegt mit den Mitteln des Fernsehens um. Fakten und Hintergrundinformation werden nicht langatmig vorgetragen, sondern von den beiden Polizisten herausgezischt […]. Nadja Uhl gibt abermals eine beeindruckend wütende Vorstellung als selbst traumatisierte Polizistin“.
Der Film-Dienst beurteilte den Film als „intensives Drama mit brisanter gesellschaftspolitischer Botschaft“ und als zwar „inszenatorisch brillant“, aber „nicht frei von inszenatorischen Stereotypen“.

## Auszeichnungen
- Romyverleihung 2016: Prämierungen in den Kategorien Bester Fernsehfilm und Bestes Drehbuch[5]
- Deutscher Fernsehpreis 2016: Nominierungen in den Kategorien Beste Tongestaltung und Sound-Design[6]